# Thomas Pelham Dale
Thomas Pelham Dale (* 3. April 1821 in Greenwich; † 19. April 1892) war ein anglo-katholischer ritualistischer Geistlicher.

## Leben
Thomas Pelham Dale studierte Theologie am King’s College in London und von 1841 bis 1845 am Sidney Sussex College in Cambridge. 1845 wurde er zum Diakon geweiht und 1846 erfolgte die Priesterweihe. Er war anschließend Kurat an der Camden Chapel, Camberwell, Surrey. Von 1847 bis 1881 war er Rektor von St Vedast Foster Lane in London. Aufgrund seiner hohen wissenschaftlichen Bildung war er zudem von 1851 bis 1858 Bibliothekar des Sion College in London. 1858 begann er mit John Hall Gladstone die Arbeiten über das Brechungsvermögen flüssiger Substanzen. 1861 gründete er mit Elizabeth Ferard, Bischof Tait und zwei anderen Damen der Gesellschaft die North London Deaconess Institution (die erste englische Diakonissenanstalt) am Londoner King’s Cross.
1873 verwendete Dale erstmals Liturgische Gewänder und stieß auf Protest seiner Kirche. Er wurde gerichtlich verfolgt und nach dem Public Worship Regulation Act 1874 wegen seiner rituellen Praktiken inhaftiert. 1876 trat er dem Orden Society of the Holy Cross bei und wurde wegen seines Ritus 1878 erneut verhaftet und 1880 im Holloway Prison inhaftiert und 1881 aufgrund großer Sympathiebekundungen aus dem Volk freigelassen.

## Veröffentlichungen
- A Life’s Motto. Illustrated By Biographical Examples … By The Rev. Thomas Pelham Dale … With A Frontispiece By J. D. Watson.
- The life and letters of Thomas Pelham Dale. Edited by his daughter Helen Pelham Dale. Band 1, archive.org – Band 2, archive.org.